# Éljen a Magyar!

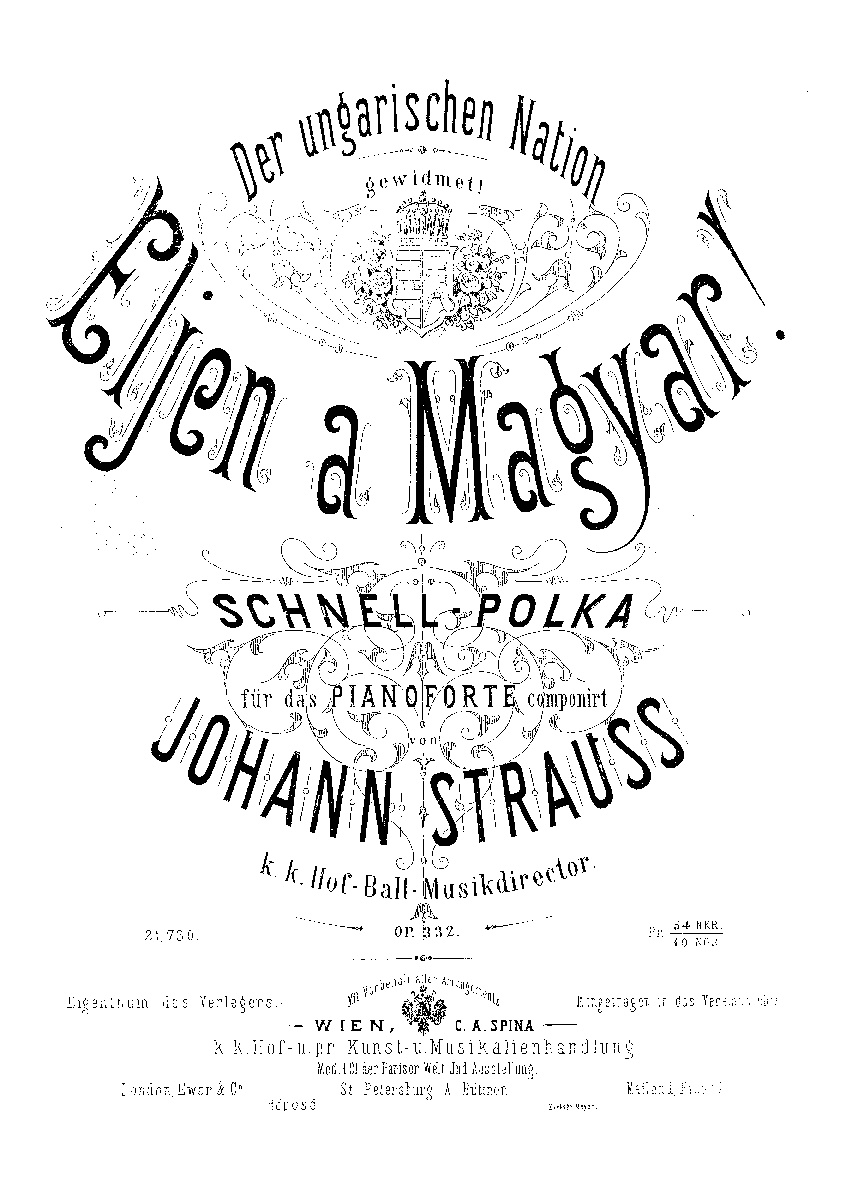
Éljen a Magyar! (Bearbeitung für das Klavier, Deckblatt)

Éljen a Magyar! ist eine Schnellpolka von Johann Strauss (Sohn) (op. 332). Das Werk wurde am 16. März 1869 im Redouten-Saal in Budapest erstmals aufgeführt.